# Lipoproteine a densità intermedia
Le lipoproteine a densità intermedia, note anche come IDL (sigla di Intermediate Density Lipoprotein) sono le lipoproteine caratterizzate da
una densità compresa tra quella delle VLDL e delle lipoproteine a bassa densità (LDL), tra 0,95 e 1,063 g/ml, e da un diametro di circa 25-35 nm. Sono ciò che resta delle VLDL mature dopo che queste hanno dato trigliceridi al tessuto adiposo e muscolare e hanno intrattenuto alcuni scambi di lipidi e di proteine con una lipoproteina ad alta densità (HDL) matura. Sono quindi anche precursori delle LDL.

Trasportano trigliceridi e colesterolo esterificato nella circolazione, nel più ampio contesto funzionale delle lipoproteine VLDL, IDL e LDL. Il meccanismo coinvolto nella loro circolazione è pertanto lo stesso delle VLDL.